# Анненкова Параска Єгорівна
Параска Єгорівна А́нненкова (рос. Прасковья Егоровна Анненкова), ім'я при народженні Полі́н Гебль (фр. Pauline Gueble; 1800—1876) — дружина декабриста Івана Олександровича Анненкова, французка за походженням. В 1824 році з Парижа переїхала до Москви, працювала модисткою і гувернанткою.

## Біографія
Народилася 10 березня 1800 року в Лотарингії, в замку Шампань, неподалік від Нансі в аристократичній родині, яку революція позбавила як соціальних, так і матеріальних привілеїв. Її батько Жорж Гебль — монархіст за переконаннями, в 1793 році був заарештований. Сім'я бідувала. У 1802 році за протекцією друзів Жорж Гебль був прийнятий на службу в наполеонівську армію в чині полковника і невдовзі загинув в Іспанії. Довелося заробляти на життя рукоділлям. Коли ж їй виповнилося сімнадцять років, вона вступила продавчинею в будинок моди у Парижі. У 1823 році Поліна прийняла пропозицію торгового дому «Дюмансі» і поїхала працювати до Росії. Працювала модисткою.
Після повстання 14 грудня 1825, бажаючи полегшити долю нареченого, домоглася дозволу поїхати до Сибіру. В Петровському заводі 1828 взяла шлюб з Анненковим Іваном Олександровичем. 4 квітня 1828 відбулося їхнє вінчання. 16 березня 1829 року у Анненкових народилася дочка, яку назвали на честь бабусі (Ганна Іванівна Анненкова) Ганною. У 1831 році вона народила сина Володимира. Всього Парасковія Єгорівна народжувала 18 разів, шестеро дітей вижили.
З 1839 року, за клопотанням матері Анненкову було дозволено вступити на цивільну службу. Це дещо полегшило матеріальне становище багатодітної сім'ї. Влітку 1841 року Анненковим було дозволено переїхати до Тобольська, де вони й прожили п'ятнадцять років до амністії 1856 року.
Після амністії Анненкови оселилися у Нижньому Новгороді. Параска Єгорівна займалася громадською діяльністю, вона була обрана попечителькою нижньогородського жіночого Маріїнського училища. Тут про її долю 6 листопада 1857 довідався Тарас Шевченко і в «Щоденнику» назвав Анненкову «беспримерной святой героиней».
Померла Параска Єгорівна вранці 4 вересня 1876 року. До самої смерті вона не знімала з руки браслета, відлитого Миколою Бестужевим з кайданів її чоловіка.

## Літературний прототип
Серед друзів Поліни, коли вона працювала в будинку моди у Москві, був учитель фехтування Огюст Гризе. У нього брали уроки Іван Анненков та Олександр Пушкін. Повернувшись до Франції, він написав спогади про Росію, у яких розповів історію Поліни Гебль, яка глибоко схвилювала Олександра Дюма. Він написав на основі історії Поліни Гебль роман «Учитель фехтування». Багато обставин життя Анненкових він переінакшив, змінив імена та прізвища героїв. Попри це роман був заборонений в Росії, російською мовою був виданий тільки після революції. Подорожуючи по Росії, Дюма гостював у домі Анненкових.

## Автор мемуарів
У 1861 році історик М. І. Семевський, порадив Парасці Єгорівні написати свої спогади. У цьому ж році вона стала диктувати їх по-французьки, дочка перекладала і записувала їх російською мовою. У 1888 році М. І. Семевський опублікував «Розповіді П. Є. Анненкової» в журналі «Русская старина». У 1915 році вони були передруковані окремою книгою. У 1929 році було опубліковано перше найповніше видання «Спогадів». У спогадах Поліни Анненковій описаний період з початку 19 століття до 1830-х років. Вони обриваються описом подій, пов'язаних з переходом в Петровський Завод.